# El segundo libro de don Silves de la Selva
El segundo libro de don Silves de la Selva es un libro de caballerías italiano, obra de Mambrino Roseo. Fue impresa por primera vez en Venecia en 1568 por Michele Tramezzino. Es una continuación de la obra española Silves de la Selva de Pedro de Luján, duodécimo libro del ciclo de Amadís de Gaula.
La acción del libro se intercala entre la del Silves de la Selva de Luján y la de la Primera parte de Esferamundi de Grecia del mismo Mambrino Roseo. 
El título original de esta obra es Il secondo libro di Don Silves della Selva, nuovamente uenuto a luce, & tradotto da gli Annali di Constantinopoli in lingua italiana.

## Argumento
El libro comprende 65 capítulos, que relatan nuevas aventuras de Silves de la Selva. Este parte en una nave mágica para socorrer al joven príncipe de Salacia. Derrota al gigante Alfumicán y libera de prisión a Elisena, princesa de Traprobana; a Liscardo, príncipe de Licaonia, y a Florenio, príncipe de Roma, hijo este de Florestán, descendiente del medio hermano homónimo de Amadís de Gaula . En las justas del reino de Sicambria, Florenio se enamora de Oristela y Silves reencuentra a su amada Pantasilea, mientras se desarrollan los amores de Elisena y Liscardo. Después, los héroes defienden de unos corsarios la isla de Traprobana, y se dirigen al reino de las Amazonas, que se ha rebelado contra la convertida Pantasilea. Allí intervienen en los amores entre el príncipe del Catay y la amazona Orotea y derrotan a las amazonas rebeldes, al rey de Rusia y al sultán de Albarosana. Después prueban felizmente la aventura del monte de los Amantes Leales. Silves se dirige a cumplir su misión en Salacia, mientras los demás regresan a sus tierras. 

## Ediciones y continuaciones
La obra alcanzó una popularidad considerable, ya que fue reimpresa en Venecia  en 1581, 1592, 1607 y 1629. Fue traducida al francés como decimoquinto libro de la serie amadisiana y publicado en 1577, y en 1590 apareció en alemán, como decimoquinto libro del llamado ciclo de Amadís de Francia. En 1609 apareció en neerlandés.